# 小行星23753
小行星23753（23753 Busdicker）是一颗绕太阳运转的小行星，为主小行星带小行星。该小行星于1998年5月19日发现。

## 轨道参数
小行星23753的轨道半长轴为331 272 789 km，2.2143903 UA，离心率为0.089。